# Charles Lamb
Charles Lamb (ur. 10 lutego 1775 w Londynie, zm. 27 grudnia 1834 w Edmonton) – angielski pisarz i poeta, najbardziej znany jako autor esejów (Essays of Elia, 1823) oraz książki dla dzieci Tales from Shakespeare (1807), w której razem ze swoją siostrą, Mary Lamb, w jasny i przystępny dla młodych czytelników sposób przedstawił niektóre utwory Williama Szekspira. W innych pracach podejmował się krytyki utworów Szekspira.
Trudności finansowe, które pojawiły się w jego rodzinie, zmusiły go do podjęcia pracy w Brytyjskiej Kompanii Wschodnioindyjskiej w 1792 roku. Napisał wówczas m.in. utwór  John Woodvil. 
Jedna z jego sztuk, zatytułowana Mr H, była wystawiana w Theatre Royal przy Drury Lane. 

## Wybrane utwory
- Blank Verse, poezja, 1798
- Pride's Cure, poezja, 1802
- Tales from Shakespeare, 1807
- The Adventures Of Ulysses, 1808
- Specimens of English Dramatic poets who lived about the time of Shakespeare, 1808
- On The Tragedies Of Shakepeare, 1811
- Essays Of Elia, 1823
- The Last Essays Of Elia, 1833